# Byahatti, Hubli
Byahatti là một làng thuộc tehsil Hubli, huyện Dharwad, bang Karnataka, Ấn Độ.